# Minus i plus
Minus i plus četrnaesti je studijski album hrvatske grupe Magazin. Album su 2000. godine objavile diskografske kuće Croatia Records i Tonika. Ovo je treći album grupe Magazin s Jelenom Rozgom kao vodećim vokalom.

## Pozadina
Godine 1998. grupa Magazin objavila je Da si ti ja. Album je ostvario značajan komercijalni uspjeh. U Sloveniji i Hrvatskoj dosegao je platinastu tiražu. Na albumu se našli brojni hitovi uključujući pjesme: Gutalj vina, Ginem, Opijum, Idi i ne budi ljudi i druge.    Grupa je već sljedeće godine počela raditi na novim pjesmama pa je tako 1999. obilježio nastup na Dori i to s pjesmom Kasno je, a nakon toga i nastup na Melodijama hrvatskog Jadrana '99. s pjesmom Ako poludim. Dvije godine nakon albuma Da si ti ja, 2000. godine, objavljen je album Minus i plus. Grupa je iste godine nastupila s pjesmom Hrvatska rapsodija na Dori i na Runjićevom festivalu s pjesmom Nemam snage da se pomirim.

## O albumu
Album je dobio naziv po istoimenoj pjesmi koja je ostvarila značajan komercijalni uspjeh. Na albumu se nalazi 11 pjesama. Autori pjesama su Vjekoslava Huljić i Tonči Huljić. Producent gotovo svih pjesama je Fedor Boić (osim pjesme Rapsodija na kojoj je radio Remi Kazinoti). Producenti albuma su Tonči Huljić i Fedor Boić. Album je sniman u studiju Tomislava Mrduljaša u Splitu. Album je zvukovno kohezivan i prevladava pop zvuk.

## Komercijalni uspjeh
Poput prethodnog albuma, Minus i plus ostvario je značajan komercijalni uspjeh. Na albumu se našli brojni hitovi: Je l' zbog nje, Minus i plus, Kasno je, Nemam snage da se pomirim, Ako poludim i Rapsodija. Sve navedene pjesme bile su popraćene video spotovoima.

## Popis pjesama
| Minus i plus | Minus i plus                | Minus i plus                     | Minus i plus         | Minus i plus | Minus i plus | Minus i plus | Minus i plus | Minus i plus | Minus i plus |
| Br.          | Skladba                     | Autor                            | Producent(i)         | Trajanje     |              |              |              |              |              |
| ------------ | --------------------------- | -------------------------------- | -------------------- | ------------ | ------------ | ------------ | ------------ | ------------ | ------------ |
| 1.           | »Je l' zbog nje«            | Tonči Huljić • Vjekoslava Huljić | Fedor Boić           | 3:36         |              |              |              |              |              |
| 2.           | »Tvoje rame«                | Huljić • Huljić                  | Boić                 | 3:33         |              |              |              |              |              |
| 3.           | »Hladovina«                 | Huljić • Huljić                  | Boić                 | 3:40         |              |              |              |              |              |
| 4.           | »Minus i plus«              | Huljić • Huljić                  | Boić                 | 3:57         |              |              |              |              |              |
| 5.           | »Moji prsti, pete«          | Huljić • Huljić                  | Boić                 | 3:54         |              |              |              |              |              |
| 6.           | »Kasno je«                  | Huljić • Huljić                  | Bojić                | 3:00         |              |              |              |              |              |
| 7.           | »Vitar nosi nevrime«        | Huljić • Huljić                  | Boić                 | 4:10         |              |              |              |              |              |
| 8.           | »Nemam snage da se pomirim« | Huljić • Huljić                  | Boić                 | 3:55         |              |              |              |              |              |
| 9.           | »Doviđenja«                 | Huljić • Huljić                  | Boić                 | 4:42         |              |              |              |              |              |
| 10.          | »Ako poludim«               | Huljić • Huljić                  | Boić                 | 4:13         |              |              |              |              |              |
| 11.          | »Rapsodija«                 | Huljić • Huljić                  | Boić • Remi Kazinoti | 2:57         |              |              |              |              |              |
| 43:06        |                             |                                  |                      |              |              |              |              |              |              |